# Bergamodactylus

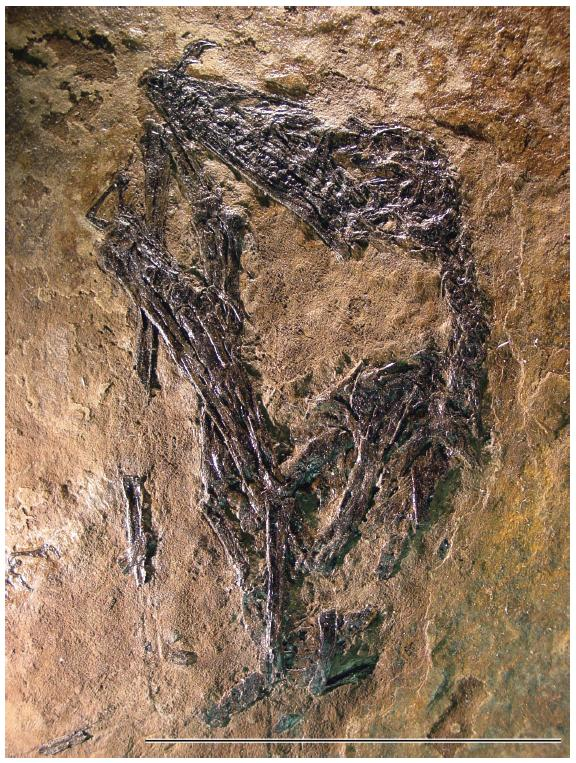
Het holotype

Bergamodactylus is een geslacht van uitgestorven basale pterosauriërs, behorend tot de Novialoidea, dat tijdens het Laat-Trias leefde in het gebied van het huidige Italië. De enige benoemde soort is Bergamodactylus wildi.

## Vondst en naamgeving
In 1978 beschreef Rupert Wild een skelet van een kleine pterosauriër, behorend tot de collectie van het Museo di Paleontologia dell´Università di Milano dat bij Cene in Lombardije was gevonden. Wild noemde het het 'Milaanse Exemplaar' en identificeerde het als een jong van Eudimorphodon ranzii. Het viel hem wel op dat er aanzienlijke verschillen waren maar die schreef hij toe aan de jonge leeftijd van het dier.
In 2009 kwam Fabio Marco Dalla Vecchia tot een geheel andere conclusie. Aangezien het schouderblad en het ravenbeksbeen vergroeid waren, de bovenste polsbeenderen een syncarpale vormden en het uitsteeksel voor de pees van de strekkende spier met de schacht van het eerste kootje van de vleugelvinger versmolten was, moest het minstens om een jongvolwassen dier gaan. Dalla Vecchia wees het toe aan Carniadactylus.
In 2015 echter concludeerde Alexander Kellner dat het type-exemplaar van Carniadactylus, MFSN 1797, en het Milaanse Exemplaar verschillen toonden die te groot waren dat ze als individuele variatie verklaard konden worden. Daarbij was het Milaanse Exemplaar ondanks een ongeveer gelijke rijping een stuk kleiner en stamde ook uit een geologisch jongere laag. Het was dus waarschijnlijk dat het om twee verschillende soorten ging. Kellner benoemde daarom de typesoort Bergamodactylus wildi. De geslachtsnaam verbindt een verwijzing naar de bij de vindplaats gelegen stad Bergamo met een Oudgrieks δάκτυλος, daktylos, 'vinger', een gebruikelijk achtervoegsel in de namen van pterosauriërs sinds Pterodactylus. De soortaanduiding eert Wild. De Life Science Identifier voor het geslacht is 9EB7F921-85DC-4592-AE9D-658256BDE59F en voor de soort D36DA9AD-FC85-4F85-8882-D8933F7FF1B9.
Het holotype, MPUM 6009, is gevonden in een laag van de Calcari di Zorzino-formatie die dateert uit het bovenste Alaunien wat overeenkomt met het vroege Norien. Het bestaat uit een gedeeltelijk skelet met schedel, platgedrukt op een enkele plaat. Bewaard zijn gebleven: vrijwel de gehele schedel, de onderkaken, de wervelkolom van de nek tot de onderste rug, de schoudergordel, het borstbeen, beide vleugels en delen van de achterpoten. Verschillende elementen zijn slechts als afdruk geconserveerd.
In 2018 verwierp Dalla Vecchia de conclusies van Kellner en herhaalde zijn stelling dat het om een exemplaar van Carniadactylus ging.

## Beschrijving

### Grootte en onderscheidende kenmerken

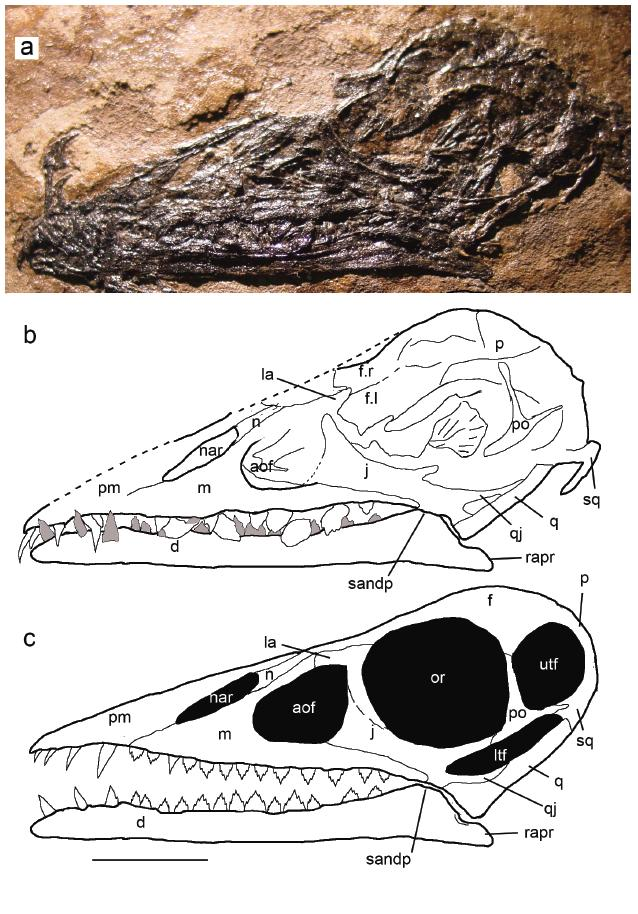
Schedel met diagram

Bergamodactylus is een van de kleinste bekende pterosauriërs. Kellner schatte de vleugelspanwijdte op 465 millimeter.
In 2015 werden enkele onderscheidende kenmerken vastgesteld. Het postorbitale is slank met een dunne langwerpige opgaande tak naar het voorhoofdsbeen. De praemaxilla raakt de onderrand van het neusgat niet. Het vierde middenhandsbeen is kort met maar ongeveer 40% van de lengte van het opperarmbeen en 30% van de lengte van de ellepijp. Het dijbeen is kort met maar de helft van de lengte van de ellepijp of het eerste kootje van de vleugelvinger.

### Skelet
Bergamodactylus heeft een spitse kop van ongeveer vier centimeter lengte. De scherpe snuit wordt gevormd door de praemaxilla die de bovenkant van een lang schuin liggend neusgat uitmaakt. De praemaxilla draagt vier scherpe kegelvormige tanden die naar achteren sterk in grootte toenemen. Het bovenkaaksbeen loopt ver naar achter door en draagt veertien tanden. Die houden grotendeels dezelfde grootten en hebben het opvallende vijfpuntige profiel, met een scherpe spits en twee punten aan weerszijden, dat ook van Eudimorphodon bekend is. Boven het bovenkaaksbeen bevindt zich een grote driehoekige fenestra antorbitalis, vóór een fors jukbeen. De oogkas is vermoedelijk groot. De voorhoofdsbeenderen vormen een gewelfd schedeldak. Het quadratum en daarmee de hele achterste helft van de schedel, hellen sterk naar achter.
De onderkaken zijn langwerpig en matig laag. Vooraan draagt iedere onderkaak drie langere spitse tanden. De achterste daarvan heeft al een extra puntje op de achterzijde. Daarna volgen ongeveer veertien tanden met vijf punten. Sommige in de middensector zijn duidelijk wat groter maar niet zo extreem als bij Eudimorphodon. Achteraan heeft de onderkaak een verheffing op het surangulare.
Er zijn duidelijke verschillen met het holotype van Eudimorphodon ranzii afgezien van het feit dat Bergamodactylus maar 56% van de lengte daarvan bezit. Een aantal daarvan vielen Wild al op in 1978. De schedel is relatief korter. De opgaande tak van het postorbitale is niet verbreed. Het aantal tanden ligt een stuk lager: Eudimorphodon heeft er negenentwintig in de bovenkaak en achtentwintig in de onderkaak. Daarbij is het tandemail glad in plaats van verticaal gegroefd. Het pteroïde is staafvormig in plaats van bovenaan verbreed. De deltopectorale kam ligt hogerop de schacht van het opperarmbeen. Kellner voegde daar nog aan toe dat de achterste tak van het bovenkaaksbeen breder is; dat het neusbeen niet tot aan de voorrand van het neusgat doorloopt.
Dalla Vecchia had bij zijn toewijzing van MPUM 6009 aan Carniadactylus gewezen op bepaalde overeenkomsten. Het uitsteeksel op de onderkaak heeft een steile achterrand. Het ravenbeksbeen is breed en plat. Het pteroïde is staafvormig en toont een knik. In de, vierde, vleugelvinger is het eerste kootje langer dan het derde wat weer langer is dan het tweede terwijl bij de meeste basale vormen het tweede kootjes het langst is. Kellner wees echter op duidelijke verschillen. De tanden van de onderkaak lopen bij Bergamodactylus verder naar achteren door. De onderkaak is ook lager. In het pteroïde is het gedeelte boven de knik korter. Net als bij Eudimorphodon heeft de deltopectorale kam bij Carniadactylus een lage positie. Het dijbeen en de middenhand zijn bij Bergamodactylus relatief korter.

## Fylogenie
Binnen de Novialoidea werd Bergamodactylus door Kellner in de Campylognathoididae geplaatst, zij het zonder exacte kladistische analyse.